# Marea Australă

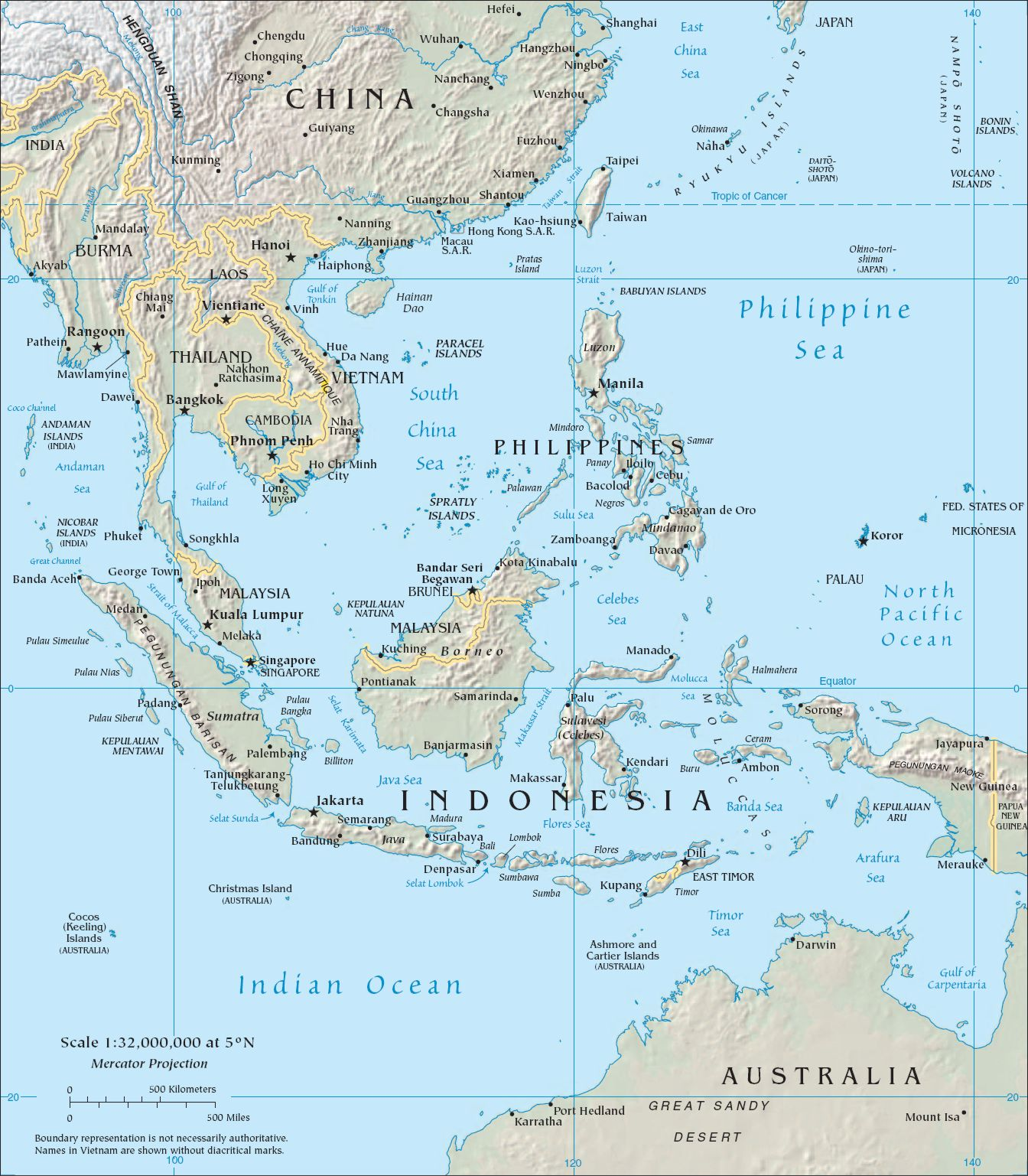
Marea Australă

Marea Australă este o mare intercontinentală care are o adâncime maximă de 7.440 m și se întinde pe o suprafață de 9,08 mil. km². Ea este o mare mediteraneană situată în vestul Pacificului.

## Date geografice
Marea Australă din punct de vedere geografic este amplasată între Asia de Sud Est și Australia. Spre deosebirea de Marea Americană și Marea Mediterană nu este înconjurată de continente ci de insule, peninsule. Ea este formată din mările:
- Marea Arafura
- Marea Bali
- Marea Banda
- Marea Celebes
- Marea Flores
- Marea Java
- Marea Molucelor
- Marea Seram
- Marea Chinei de Sud
- Marea Sulu
- Marea Timor

Statele sau teritoriile care au coastă la Marea Australă sunt: Brunei, China, Indonezia, Cambodgia, Malaezia, Filipine, Thailanda, Taiwan, Vietnam; Australia, Singapore și Papua Noua Guinee.
Strâmtorile mai importante sunt Strâmtoarea Malakka, Singapore și Luzon.
Insule și peninsule:
- Bathurst, Groote Eylandt, Hainan Dao, Dao Phu Quốc, Ko Chang, arhipelagul Samui, Nang Yuan, Ko Phangan, Ko Samui, Koh Tao, Tioman, insulele Melville, insulele Moluce, Noua Guinee, Paracel, Pratas, Filipine, Riau, arhipelagul Sangi, Spratly, insulele Sunda Mare (Borneo, Sumatra, Java, Sulawesi), insulele Sunda Mică (Bali, Flores, Komodo, Lombok, Sumba, Sumbawa, Timor), Taiwan și insulele Talaund.
- Peninsula Indochina, Peninsula Malaieză